# The Mono Men
The Mono Men son una banda americana, provenientes de la localidad de Bellingham, Washington. La banda se creó a base de las cenizas de otra banda proveniente de Washington, The Roofdogs. John Mortensen proviene de "Dehumanizers and Game for Vultures" antes de ingresar a Mono Men.
Su sonido contiene elementos de grunge, pero la música de Mono Men paralelamente está ligada a los estilos de Washington de los años 60', es decir, a bandas de Proto-Punk y Garage Rock como The Sonics.

## Miembros
- Dave Crider - Guitarra, Vocales
- Ledge Morrisette - Bajo
- Aaron Roeder - Batería
- John Mortensen - Guitarra, Vocales (Desde Fines de 1990)
- Marx Wright - Guitarra (1987-1990)

## Discografía
- Stop Dragging Me Down (1990 Estrus Records)
- Wrecker! (1992 Estrus Records)
- Back To Mono (1992 Estrus Records)
- Shut The Fuck Up! (1992 Estrus Records)
- Bent Pages (1993 Estrus Records)
- Sin And Tonic (1994 Estrus Records)
- Live At Tom's Strip And Bowl (1995 Estrus Records)
- Gypsy Woman Live (1996 Imposible Records)
- Ten Cool Ones (1996 Scar Records)
- Have A Nice Day Motherfucker (1997 Estrus Records)

- Datos: Q6901277
- Multimedia: Mono Men / Q6901277